# Northleach
Northleach è una cittadina del Gloucestershire, in Inghilterra. Fa parte della parrocchia civile di Northleach with Eastington.